# 차건신의묘
차건신의묘(車建申의墓)는 부산광역시 기장군 기장읍 만화리에 있는 무덤이다. 1985년 11월 14일 경상남도의 문화재자료 제158호로 지정되었다가, 1995년 3월 1일 행정구역이 부산광역시 기장군으로 변경됨에 따라 문화재 지정이 해제되었다.

## 개요
일반적으로 차릉(車陵)으로 일컬어지고 있는 이 무덤은 만화리 산 72번지에 차(車)씨 류(柳)씨 대종회(大宗會)에서 관리하고 있는 차건신의 무덤이라 한다.
무덤의 크기는 직경 7m, 높이 2.5m의 원분으로 둘레 넓이는 200평 정도다. 무덤 주위를 두른 석물이나 비석들은 근간에 세운 것이다.
신라의 39대 소성왕(昭聖王)의 재상(宰相)이자 40대 애장왕(哀莊王)의 보상(輔相)이었던 차건신의 무덤이라 전한다.
그 유래는 차건신이 소성왕의 재상으로 있을 때 소성왕이 어린 왕자에게 왕위를 양위하기 불안하여 차건신에게 잘 보살펴 주기를 유언으로 남겨서 차건신은 12세에 즉위한 애장왕의 보상이 되어 보필을 잘 하였다는 것이다.
그 뒤 차건신이 죽으니 왕례(王禮)로서 예장(禮葬)을 하고 소성왕묘(昭聖王廟)에 배향(配享)했는데 무덤은 기장으로 정하였다고 한다. 그리고 기장을 차성(車城)으로 승격시켜 세인의 존경지지(尊敬之地)가 되게 하였다는 것이다.
차건신이 죽고는 아들 색(穡)이 아버지를 이어 좌상(左相)이 되어 애장왕을 보필했는데 애장왕 10년 왕의 서숙(庶叔)이 되는 김언승(金彦昇)이 왕과 왕자를 죽이고 헌덕왕(憲德王)이 되었다.
애장왕의 죽음으로 좌상에서 물러난 색은 큰아들 공숙(恭叔)과 왕(헌덕왕)을 복수하기를 꾀하고 헌덕왕이 시냥길로 나설 때 길목 다리밑에 복병(伏兵)하여 거사(擧事)하려 하던 차에 그 계획이 누설되어 헌덕왕이 체포령을 내렸다.
두 부자는 색의 생질 요동백(遼東伯) 김생(金生)의 집에 몸을 피해 있었는데 헌덕왕은 두 부자를 체포하는 자에게는 금 천근과 읍만호(邑萬戶)를 현상한다는 포고를 내렸다. 김생이 이 현상이 탐이 나서 외숙(外叔)을 밀고하려 하자 그 집 종이 눈치를 차리고 색에게 몰래 전하니 색과 아들 공숙은 그날 밤 도망하여 유천(儒川) 구월산 묵방동(墨坊洞)으로 피신하여 조모(祖母)의 성인 양씨(楊氏)로 하려다가 그마저 불안하여 양(楊)과 뜻이 같은 류씨(柳氏)로 변성(變姓)을 하였다.
그리하여 1세(世)가 승상 색(丞相, 穡), 2세가 사공좌윤 숙(司公左尹 叔), 3세 진부(振埠), 4세 해평산장 무선(海平山長 茂先), 5세 월묵산장 보림(月墨山長 普林) 등 6 가 고려의 개국공신이 되었는데 그 장자를 고려 태조가 연안군(延安君)에 봉하여 옛 성인 차(車)씨로 복귀하고 종적(宗籍)을 연안(延安)으로 하였고, 차자를 문화군(文化君)으로 봉하여 문화 류씨(文化柳氏)로 형제가 양성(兩姓)으로 나누어졌다.
색공(穡公)에서 보공(普公)까지 5대의 묘소가 구월산에 모셔졌을 것으로 추정되나 실전(失傳)되었고 국토양단으로 찾을 길이 막연하며 5대의 배위(配位) 기록도 전해지는 바 없으므로 천년 동안 향화(香火)가 끊어지고 있는 셈이라 한다.
이와 같은 자료는 기장군이 양산군에 속해 있을 때인 1989년도 출간의 《양산군지》와 1992년도 출간의《양산의 문화유적》을 참고로 한 것이다.
그러나 1992년 출간의《구기장군 향토지》는 이 무덤을 두고 33세 이위(李渭)의 무덤이면서 범곡에 그 배실묘(配室墓)도 있다고 그 후손이 주장한 바 있었다고 적고 있다.
그러면서 만화리 사람들은 이 곳에서 먼저 동신제(洞神祭)를 올리고 그 다음에 당산제를 거행하는 관행이 있다고 한다. 그래서 이 무덤은 옛날 나라의 큰 공신으로서 백성들과 고을사람들의 숭앙을 받았고 사후에는 수호신으로 숭배를 받게 된 분의 무덤으로 추정된다고 적고 있다.
이 같은 세 사실에 대해서는 면밀한 검토가 있어야 하겠다.
그리고 이 차건신의 묘는 경상남도지정 문화재자료 제158호로 지정되어 있었으나 기장군이 부산광역시에 편입된 후의 오늘날에는 문화재자료에 지정되지 못한 상태에 있다.

## 참고 문헌
- 차건신의묘 - 국가유산청 국가유산포털